# Toma de Talca
La Toma de Talca fue un enfrentamiento armado librado dentro de la guerra de independencia de Chile. Tuvo lugar el 4 de marzo de 1814 en la Plaza de Armas de Talca, donde se enfrentaron las fuerzas del ejército patriota al mando del coronel Carlos Spano, contra las tropas realistas de Gabino Gaínza al mando de Ildefonso Elorreaga.

## Acontecimientos
La acción fue efectuada por las tropas realistas de Gabino Gaínza al mando de Ildefonso Elorreaga, en contra de los patriotas que solo en número de 120 deberían defender la ciudad al mando de Carlos Spano, quien el 3 de marzo debió enviar una expedición de socorro al ejército de Bernardo O'Higgins, al mando del comandante de Granaderos Juan Rafael Bascuñán.
Elorreaga, que estaba al corriente de cuanto ocurría en el ejército patriota, desobedeció órdenes expresas de Gaínza y cruzó el río Maule con una fuerza de 300 a 600 hombres, sorprendiendo a los destacamentos patriotas que cubrían los vados.
A las 7:00 horas del 3 de marzo de 1814 Elorreaga envió desde las afueras de la ciudad un oficio a Spano intimándole a entregar la plaza de Talca en el lapso de quince minutos bajo amenaza de pasar cuchillo a la guarnición.
El jefe patriota mandó un emisario donde Bascuñán con órdenes de acudir en su auxilio y concentró en la plaza todas las fuerzas, setenta artilleros con tres cañones, veinte fusileros y treinta milicianos, dispuesto a resistir hasta que llegara Bascuñán.
Elorreaga atacó en el acto con gran furia para rendir la plaza antes de que llegaran los refuerzos a los patriotas. Estos resistieron desde las 9:00 horas hasta el mediodía, cuando los realistas se introdujeron en los tejados de la casa de Vicente de la Cruz y Bahamonde, quien les había facilitado el acceso.
Con esto el combate se convirtió en una cacería, Spano perdió la vida en la lucha y Bascuñán llegó cuando los realistas ya se habían apoderado de la ciudad. Logró salvar el dinero y demás auxilios que Spano había mandado con él al sur, despachándolos a Curicó por el camino de la costa y, después de dispersar a una guerrilla destacada por Elorreaga, se replegó hacia Curicó.
Con la pérdida de Talca se cedió la base de aprovisionamiento de las fuerzas de O'Higgins y de Mackenna, y ambos jefes quedaron divididos y cercados por el enemigo.